# جو ديكسون (عازف جاز)
جو ديكسون (بالإنجليزية: Joe Dixon)‏ هو عازف جاز أمريكي، ولد في 21 أبريل 1917، وتوفي في 28 مايو 1998.